# Speak To Me (EP)
«Speak To Me» (en español: «Háblame») es el primer trabajo musical del grupo estadounidense Imagine Dragons. Se trata de una colección de demos que fueron creados en el año de 2008 y lanzados en un Extended play el 21 de febrero de 2009, siendo el único que contó con los miembros originales de la banda.
Sin embargo, la formación actual de Imagine Dragons, principalmente el vocalista Dan Reynolds, han declarado que «Speak To Me» no forma parte de su discografía musical.

## Historia
Fundada originalmente en Provo, Utah, la primer formación de Imagine Dragons comenzó cómo una banda de folk rock, y estuvo conformada por los músicos Dan Reynolds, Andrew Beck, Dave Lemke, Aurora Florence y Andrew Tolman.
En el año 2008, Dan Reynolds conoció a Andrew Tolman en la Universidad Brigham Young, en dónde ambos eran estudiantes. Una vez que tuvieron la idea de formar una banda, reclutaron a Andrew Beck en la guitarra, Dave Lemke en el bajo y Aurora Florence en los teclados y el violín, con Tolman tocando la batería y Dan Reynolds cómo el vocalista principal.
Según Andrew Beck, el nombre de la banda, «Imagine Dragons», fue idea de Dan Reynolds, quién lo propuso cómo un anagrama que sólo los miembros conocían. Con el nombre establecido, la agrupación grabó en 2008 varios temas que conformaron el disco «Speak To Me», publicado formalmente en 2009 de manera independiente.
Poco después de su publicación, Andrew Beck y Aurora Florence dejarían el grupo por diferencias creativas con Reynolds. Una vez que abandonaron la banda, Beck se dedicó a la ilustración y el diseño gráfico, mientras que Florence viajó a Nueva York después de graduarse, trabajando con Eliza Doolittle en la gira nacional de «My Fair Lady». Por último, Dave Lemke renunció para dedicarse a la contaduría.
A pesar de ser el primer proyecto de la agrupación bajo el nombre «Imagine Dragons», en la actualidad no es considerado un disco que pertenezca a la discografía de la banda. El mánager del grupo, Mac Reynolds, habló de «Speak To Me» cuando le preguntaron por qué no era promocionado cómo los demás trabajos del grupo:

«[...] Nunca hemos compartido realmente el EP «Speak To Me», porque nunca lo consideramos un disco de Imagine Dragons. Era un grupo de personas completamente diferente, un rollo totalmente distinto. Parece confuso por el mismo nombre, pero en realidad es una banda diferente. [...] ¡Espero que esta aclaración le sea útil a quien pregunte!»

## Temas inéditos
Existen demos que nunca fueron lanzados de manera oficial, cómo «Curtain Call», «Unseen», «Volume Drops», «February», «Off To War» y «Clouds». Actualmente las canciones se pueden encontrar gratuitamente en la plataforma YouTube.
En 2020, «February» formó parte del álbum secreto «Deep Cuts» de la actual formación de Imagine Dragons en su sitio web oficial.

## Lista de canciones
| Speak To Me EP |                  |          |  |
| N.º            | Título           | Duración |  |
| 1.             | «Pistol Whip»    | 3:43     |  |
| 2.             | «Living Musical» | 4:46     |  |
| 3.             | «The Pit»        | 3:47     |  |
| 4.             | «Speak To Me»    | 3:26     |  |
| 5.             | «Boots»          | 3:33     |  |
| 19:15          |                  |          |  |

## Créditos
Speak To Me EP
- Todas las canciones son interpretadas por Imagine Dragons.
- Escritas por: Dan Reynolds, Andrew Beck, Dave Lemke, Aurora Florence y Andrew Tolman.
- Producidas por: Imagine Dragons.

Imagine Dragons (2008)
- Dan Reynolds: Voz, Guitarra principal.
- Andrew Beck: Voz, Guitarra y Piano.
- Dave Lemke: Bajo.
- Aurora Florence: Voz, Piano y Violín.
- Andrew Tolman: Voz, Batería.